# Društvo skrivenih talenata
DST (Društvo  Skrivenih Talenata) je pank grupa iz Nikšića. Poslije dosta promjena u  postavi, danas nastupaju kao četvorka (glas - Boris Lješković, gitara -  Veljko Vučurović, bas - Dragan Lučić i bubanj - Srđa  Simunović). 

## Istorija
DST je osnovan 1992. godine u  Nikšiću. Sviraju melodični pank-rok, iako danas u muzici DST-a ima  primjesa i ostalih muzičkih pravaca. Prvih nekoliko godina grupa je  potrošila na „traženje zvuka“. Iako je postojao određen autorski  repertoar, rupe su se popunjavale obradama domaćih i stranih bendova. 
Talas  Brzih Bendova Srbije presudno je uticao na formiranje benda, pa su se  pjesme Nervni  slom i Osuđeni odmah izdvojile. Poslije demo snimaka  za ove dvije pjesme urađenih 1992. u Nikšiću, grupa se 1995. povezuje  sa Sašom Vujićem (KBO!,  Trula koalicija, Zvoncekova  bilježnica) i dogovara oko snimanja prvog  albuma. 

## Rad  na albumima i nastupi
U  formaciji šestorke (sa dvije gitare i klavijaturama) snimaju prvi  materijal u roku od tri dana (zbog manjka novčanih sredstava). Album pod  nazivom Prizemlje i izašao je u sopstvenom izdanju  iste godine. Omot je uradito bubnjar Ružinog trna,  Sava Perović. Od devet pjesama koje su se našle na albumu, osim Nervnog sloma i Osuđenih  izdvojila se i Ulica  Narodnih Heroja, što je bila  okosnica onoga što će i nakon deset godina biti osnova zvuka DST-a. 
Osim  redovnih svirki u Nikšiću, bilo je i povremenih nastupa u drugim crnogorskim  gradovima, ali je učestalost tih gostovanja usledila tek nakon snimanja  prvog zvaničnog albuma Ubijanje idola  iz 1997. Postava je redukovana i sledećih sedam godina DST nastupa kao  četvoročlani bend. Nastupaju i izvan Crne Gore, kao i u revijalnom delu   nakratko zaživjele crnogorske gitarijade uz Crnu damu,  Block Out  i Električni orgazam. Nakon toga dobijaju poziv za učešće na projektu Pesme iznad  Istoka i Zapada, za koji snimaju pjesmu Za ugašena ognjišta. 
Drugi zvanični album grupa izdaje 2002. godine. Iako je ugovor sa izdavačem Rock Express bio skoro zaključen, bend se odlučuje za domaćeg izdavača Sound Records, kojim grupa, međutim naposletku nije bila zadovoljna. Sljedeće dvije grupa je nastupila na stotinak klupskih svirki i javnih koncerata, a učestvovala je i na svim većim festivalima u regionu (EX Yu Rocks – Bugojno, EXIT 04 – Novi Sad, Beer Fest – Beograd, Nisomnia – Niš i dr). Od 2004. grupa počinje da radi u petočlanom sastavu. Prvi izbor za novog gitaristu bio je Dino iz grupe Autogeni Trening, koga kasnije zamjenjuje Vlado Perišić.
Otprilike u isto vrijeme počinju pripreme za novi materijal, koji je snimljen 2005. u beogradskom studiju Akademija, ali je izašao tek krajem 2006. Album Gubitak kontrole je izašao u Crnoj Gori za etiketu Digital Records i u Hrvatskoj za etiketu Slušaj najglasnije.
Četvrti zvanični album grupa izdaje 2014. godine pod nazivom Stvarnost je u nama i na njemu se nalazi deset pjesama. Album je podržan od strane Ministarstva kulture i PAM-a Crne Gore iz fonda za afirmaciju i razvoj nacionalnog muzičkog stvaralaštva Crne Gore. Novi materijal ovaj put manje priča o socijalnim, egzistencijalnim i sličnim temama. Ideja albuma je da otkrije i pokaže cijeli jedan svijet, zaboravljen, sklonjen, zapostavljen. Da li uopšte i postoji i koliko nas ima u njemu. Postavlja pitanje koja naša percepcija ima prilaz stvarima i šta je to „najbitnije“. Album govori o ideji našeg umrežavanja radi emocionalnog i duhovnog zadovoljenja, osvješćivanje naše duše koja vapi za sviježim dahom, a izazov je i u vertikali našeg poimanja svijeta i sebe, ne samo jednodimenzionalna nacrtana linija koju slijede naši koraci. 

## Diskografija
- (1995) Prizemlje - demo album
- (1997) Ubijanje idola
- (2002) U taj sudnji čas
- (2006) Gubitak kontrole
- (2014) Stvarnost je u nama

## Spoljašnje veze
- Zvanična prezentacija
- MySpace prezentacija
- Facebook prezentacija
- Tekstovi pjesama